# Ernest Cline
Ernest Cline (Ashland, 29 marzo 1972) è uno scrittore e sceneggiatore statunitense.

## Biografia
È nato a Ashland (Ohio) da Faye Imogene (Williams) e Ernest Christy Cline. Cline ha svolto a lungo mansioni sottopagate nel settore informatico in modo da avere molto tempo da dedicare alle sue reali passioni, ovvero internet e la cultura pop.
Cline è un grande fan della serie cinematografica Ritorno al futuro, non a caso possiede una DeLorean DMC-12 modificata per somigliare alla macchina del tempo presente nei film.

## Romanzi
Nel giugno 2010, Cline ha pubblicato il suo primo romanzo Player One con Random House, che ha venduto poi i diritti dello stesso alla Warner Bros. con l'obbligo di ingaggiare Cline per scrivere la sceneggiatura nel caso si decidesse di adattare la pellicola per il grande schermo. La regia del film, uscito il 29 marzo 2018 nei cinema, è stata in seguito affidata a Steven Spielberg.
Nel 2015, è stato pubblicato Armada, secondo romanzo di Cline.
Nel 2020 viene annunciato il seguito del suo primo romanzo. L'uscita del libro, chiamato "Ready Player Two", è prevista per 24 novembre in Nord America.

## Sceneggiature
Nel 1996, Cline ha scritto e reso pubblico sul web un sequel del film Le avventure di Buckaroo Banzai nella quarta dimensione.
Nel 2005, la Weinstein Company ha acquisito i diritti di una sceneggiatura di Cline per trarne nel 2009 il film Fanboys, prodotto da Kevin Spacey.
Nell'estate 2008, la Lakeshore Entertainment ha annunciato di voler produrre un film dalla sceneggiatura di Cline intitolata Thundercade.. La storia narra la vicenda di un trentenne che si reca a un importante contest internazionale di videogame per sfidare un teenager che ha battuto tutti i suoi record.

## Filmografia parziale
- Fanboys, regia di Kyle Newman (2009)
- Ready Player One, regia di Steven Spielberg (2018)

## Opera

### Letteratura
- Ready Player One (2011)
- The Omnibot Incident (2014) - racconto breve contenuto in Robot Uprisings, antologia edita da Daniel H. Wilson e John Joseph Adams.[9]
- Armada (2015)
- Ready Player Two (2020)

### Poesia
- The Importance of Being Ernest (2013)[10]